# Litsea longifolia
Litsea longifolia H.W.Li – gatunek rośliny z rodziny wawrzynowatych (Lauraceae Juss.). Występuje endemicznie na Sri Lance. 

## Morfologia
PokrójZimozielone drzewo dorastające do 10 m wysokości.
LiścieMają eliptyczny kształt od eliptycznego do eliptycznie lancetowatego lub eliptycznie odwrotnie jajowatego. Mierzą 17–27 cm długości oraz 4,5–10 cm szerokości. Nasada liścia jest zaokrąglona. Blaszka liściowa jest całobrzega, o tępym lub ostrym wierzchołku. Ogonek liściowy jest owłosiony i dorasta do 8–25 mm długości.
KwiatySą niepozorne, jednopłciowe, zebrane w baldachy, rozwijają się w kątach pędów. Okwiat jest zbudowany z listków o podłużnym kształcie i długości 2 mm.
OwoceMają kulisty kształt, osiągają 8 mm średnicy.

## Biologia i ekologia
Roślina dwupienna. Rośnie w lasach. Występuje na wysokości do 1000 m n.p.m.